# Achille Goulhot de Saint-Germain
Pour les articles homonymes, voir Saint-Germain.
Achille Félicité Goulhot de Saint-Germain est un homme politique français né le 21 janvier 1803 à Paris et décédé le 18 juin 1875 à Saint-Germain-sur-Sèves (Manche).

## Biographie
Fils d'un intendant militaire du Premier Empire, il est attaché au ministère de la Guerre, puis intendant militaire et capitaine d’état-major. Maire de Saint-Germain-sur-Sèves, il est sous-préfet de Romorantin en 1835 puis de Bernay de 1838 à 1846. Il est député de la Manche de 1849 à 1851, siégeant à droite avec les monarchistes. Rallié au coup d’État du 2 décembre 1851, il est sénateur du Second Empire de 1852 à 1870.

## Sources
- « Achille Goulhot de Saint-Germain », dans Adolphe Robert et Gaston Cougny, Dictionnaire des parlementaires français, Edgar Bourloton, 1889-1891 [détail de l’édition]